# Pierre Jules Boulanger
Pierre-Jules Boulanger (Sin-le-Noble, 10 de março de 1885 – Broût-Vernet, Allier, 11 de novembro de 1950) foi um engenheiro e executivo francês.

## Vida
Após imigrar para os Estados Unidos em 1908, trabalhou em uma empresa de energia elétrica, e mais tarde em um escritório de arquitetura. Em 1911 fundou uma empresa de construção civil no Canadá. Durante a Primeira Guerra Mundial serviu na França como fotógrafo aéreo. Em 1919 começou a trabalhar na Michelin, em 1922 passou a trabalhar na gestão da empresa. Em 1934 foi para a Citroën, onde foi em 1937 presidente do conselho.
Pierre Boulanger é o responsável pela criação do Citroën 2CV.
Morreu em 11 de novembro de 1950 em um acidente automobilístico dirigindo um Citroën Traction Avant na Route nationale 9.

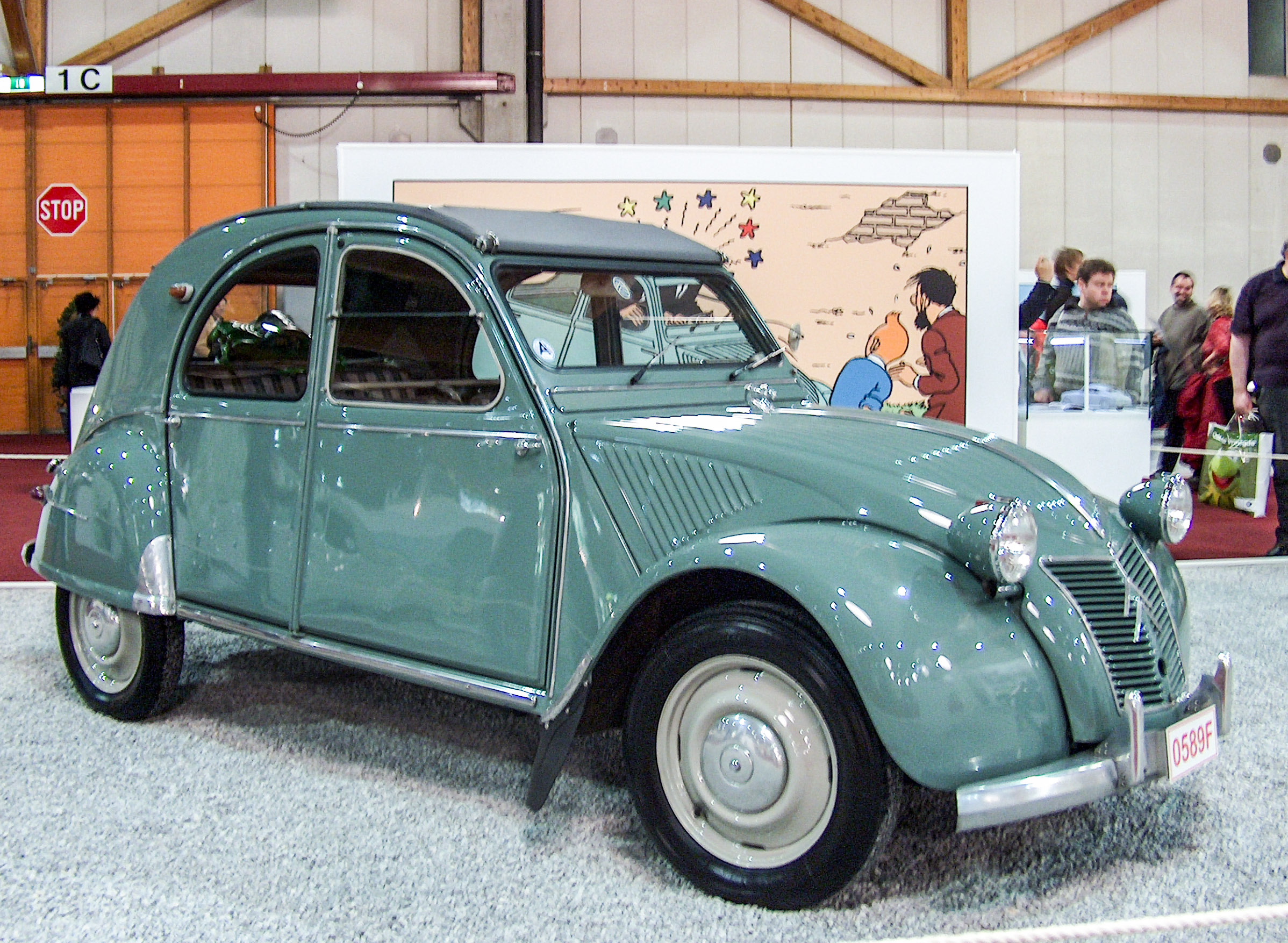
Citroën 2 CV 1949
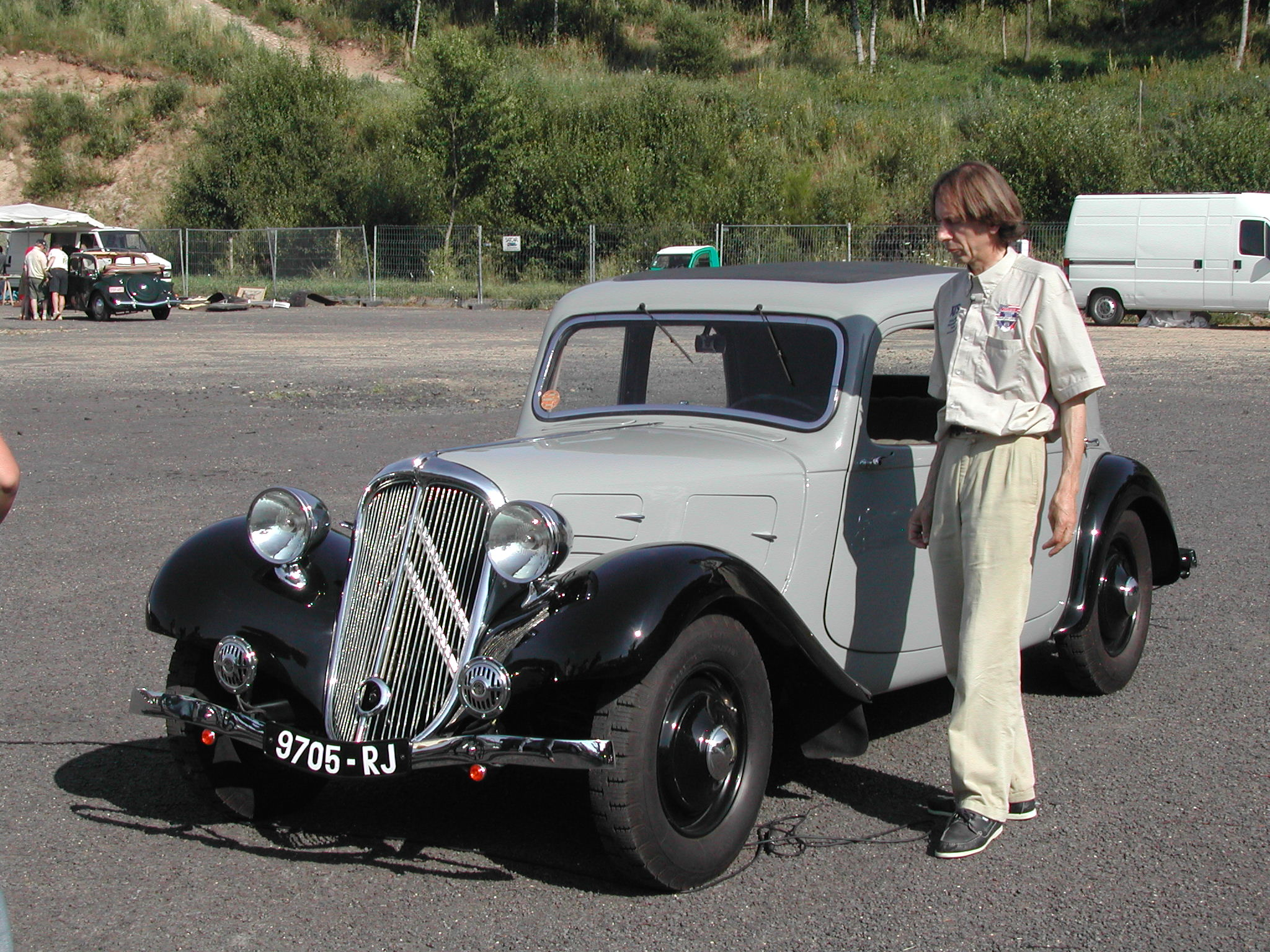
Citroën Traction Avant